# 1879 au Québec
Cet article traite des événements survenus en 1879 au Québec. 

## Événements

### Janvier
- 9 janvier : le conservateur Joseph-Gédéon-Horace Bergeron remporte l'élection partielle fédérale de Beauharnois à la suite de la mort de Michael Cayley.

### Février
- 11 février : inauguration du chemin de fer Québec, Montréal, Ottawa et Occidental qui sera mieux connu sous le nom de chemin de fer du Nord[1].
- 13 février : le conservateur Joseph-Stanislas Perrault remporte l'élection partielle fédérale de Charlevoix à la suite de la démission de Pierre-Alexis Tremblay.
- 27 février :
  - Le National, un journal libéral, cesse de paraître[2].
  - annonce qu'un monument en l'honneur de Maisonneuve sera érigé sur la Place d'Armes de Montréal[3].

### Mars
- 1er mars : Sévère Rivard est élu à la mairie de Montréal[4].
- 11 mars : à la Chambre des communes, le député Joseph-Alfred Mousseau dépose une résolution blâmant le « coup de force » du lieutenant-gouverneur Luc Letellier de Saint-Just en 1878[5].
- 13 mars : le premier ministre Joly de Lotbinière procède à un léger remaniement ministériel dû à la mort du trésorier Pierre Bachand en 1878. François Langelier devient le nouveau trésorier. Alexandre Chauveau remplace Langelier au commissariat des Terres de la Couronne[6].
- 14 mars : la Chambre des Communes adopte la résolution Mousseau par 136 voix contre 51. Elle condamne ainsi le renvoi du gouvernement De Boucherville par Saint-Just[7].

### Avril
- 3 avril : le premier ministre canadien John A. Macdonald annonce qu'il a recommandé au marquis de Lorne, gouverneur général, la destitution du lieutenant-gouverneur du Québec Saint-Just, mais que le représentant de la Reine au Canada a décidé de demander conseil à Londres avant d'agir[7].
- 30 avril : Honoré Mercier succède à Alexandre Chauveau au poste de solliciteur général[7].

marquis de Lorne

### Mai
- Mai : le ministre fédéral Charles Tupper annonce que le Grand Tronc rallongera son chemin de fer, l'Intercolonial, de Lévis à Rivière-du-Loup.
- 4 mai : à Londres, le ministre aux Colonies, Michael Hinks Beach, rencontre les ministres canadiens Hector-Louis Langevin et John Abbott afin de discuter de la possible destitution du lieutenant-gouverneur québécois, Luc Letellier de Saint-Just[8].
- 5 mai : le ministre Beach rencontre le premier ministre québécois Joly de Lotbinière, venu à Londres pour argumenter pour la défense Saint-Just[7].
- 26 mai : le gouverneur général du Canada, Sir John Douglas Sutherland Campbell, inaugure l'Art Gallery de l'Art Association of Montreal (qui s'appellera plus tard le Musée des beaux-arts de Montréal) au Square Philips, premier édifice de l'histoire du Canada à être réalisé spécifiquement pour recevoir une collection d'art[9].

### Juin
- 3 juin : Honoré Mercier remporte l'élection partielle de Saint-Hyacinthe par un peu plus de 300 voix de majorité sur son adversaire conservateur[7].
- 18 juin : le libéral Flavien-Guillaume Bouthillier (en) est vainqueur lors de l'élection partielle de Rouville[7].
- 19 juin : ouverture de la deuxième session de la 4e législature. Le discours du Trône annonce qu'un syndicat sera bientôt affermé au chemin de fer du Nord. Il annonce également une prochaine réforme de l'instruction publique[10].
- 24 juin : l'ancien gouverneur général du Canada, Lord Dufferin, est à Québec pour inaugurer la Terrasse Dufferin, construite face au fleuve selon les plans de l'architecte Charles Baillargé[11].
- 26 juin : le libéral Raymond Préfontaine remporte l'élection partielle de Chambly[7].

### Juillet
- 3 juillet : le ministre aux Colonies du Royaume-Uni, John Hincks Beach, fait connaître sa réponse au marquis de Lorne. C'est le gouvernement canadien qui porte la responsabilité de l'éventuelle destitution d'un lieutenant-gouverneur[7].
- 7 juillet : le conservateur Fabien Vanasse remporte l'élection partielle fédérale de Yamaska à la suite de la démission de Charles-Ignace Gill.
- 9 juillet : l'Assemblée législative adopte difficilement une motion blâmant le gouvernement fédéral dans sa tentative de démettre Luc Letellier de Saint-Just[7].
- 17 juillet : le libéral Achille Larose (en) remporte l'élection partielle de Verchères[7].
- 22 juillet : lors de son discours du budget, le trésorier François Langelier annonce des dépenses de 2 895 000 $ pour un déficit escompté de 500 000[12].
- 23 juillet : le gouvernement Joly de Lotbinière fait connaître une partie de sa réforme de l'instruction publique. Le poste d'inspecteur d'école serait ainsi aboli[13].
- 25 juillet : en visite à Québec, John A. Macdonald annonce la destitution de Luc Letellier de Saint-Just[7].
- 26 juillet : Théodore Robitaille devient le nouveau lieutenant-gouverneur du Québec[7].

### Août
- 2 août : les libéraux organisent une manifestation en faveur de Saint-Just à Québec. Celui-ci déclare qu'il ne regrette pas d'avoir renversé le gouvernement De Boucherville[14].
- 5 août : le chef de l'opposition, Joseph-Adolphe Chapleau, insulte en pleine Chambre le député libéral Charles Langelier. Joly de Lotbinière demande la censure du chef conservateur qui est refusée par 28 voix contre 31[15].
- 12 août : le député libéral de Missisquoi, Ernest Racicot (en), demande une conférence des deux partis afin d'empêcher, dit-il, la banqueroute de l'État[15].
- 14 août : le gouvernement Joly de Lotbinière annonce le report de sa réforme de l'instruction publique. La crainte d'être renversé a dû être un argument majeur de cette décision[16].
- 15 août : un affrontement fait 2 morts et une trentaine de blessés entre débardeurs canadiens-français et irlandais à Québec. Le conflit aura comme résultat la promesse de leur employeur d'engager un nombre égal de Canadiens-français et d'Irlandais pour charger ou décharger un navire[11].
- 19 août : Chapleau attaque la politique ferroviaire du gouvernement. Selon lui, les recettes de l'État ne suffiront pas à couvrir les dépenses prévues. Il évalue le déficit à 700 000 $[17].
- 26 août : le conservateur Pierre-Clovis Beauchesne remporte l'élection partielle fédérale sans opposition de Bonaventure à la suite de la démission de Théodore Robitaille.
- 27 août : le Conseil législatif s'oppose à l'Assemblée législative et refuse d'entériner le discours du budget et le vote des subsides aux chemins de fer[7].

### Septembre
- 2 septembre : Joly de Lotbinière décide l'ajournement de la session. Le Conseil législatif fait connaître son opposition et annonce qu'il siégera jusqu'au 30 septembre[7].
- 12 septembre :
  - les libéraux organisent une manifestation d'appui à Luc Letellier de Saint-Just à Montréal[18].
  - le ministre Alexandre Chauveau abandonne le gouvernement et annonce qu'il siégera désormais comme député conservateur. Il s'oppose à la politique ferroviaire des libéraux[7].

### Octobre
- 1er octobre : création de la faculté de médecine de l'Université Laval[19].
- 28 octobre : la session parlementaire reprend. Joly de Lotbinière présente une résolution demandant l'autorisation de dépenser des subsides sans l'accord du Conseil législatif. Le député libéral de Gaspé, Edmund James Flynn, se sépare de son parti et propose un amendement réclamant la formation d'un gouvernement de coalition[7].
- 29 octobre : les libéraux Louis-Napoléon Fortin, Ernest Racicot (en) et Étienne-Théodore Pâquet (en) quittent le Parti libéral et rejoignent les rangs des conservateurs aux côtés d'Alexandre Chauveau et d'Edmund James Flynn. L'amendement Flynn est adopté par 35 voix contre 29. Les cinq libéraux seront surnommés les « cinq veaux » par leurs anciens collègues. Défait en Chambre, Joly de Lotbinière demande la dissolution[7].
- 30 octobre : le lieutenant-gouverneur Théodore Robitaille refuse la dissolution et demande à Joseph-Adolphe Chapleau de former le nouveau gouvernement[7].
- 31 octobre : sitôt assermenté, le gouvernement Chapleau proroge la session. Deux des transfuges libéraux, Pâquet (en) et Flynn, s'en retrouvent membres comme secrétaire provincial et commissaire des Terres de la Couronne. Joseph Gibb Robertson est le nouveau trésorier[7].

### Novembre
- 13 novembre : Joseph-Adolphe Chapleau est réélu dans Terrebonne. Le nouveau procureur général, Louis-Onésime Loranger (en), remporte l'élection partielle de Laval[7].
- 20 novembre : Pâquet (en), Robertson et le solliciteur général, William Warren Lynch (en) remportent les élections partielles de Lévis, Sherbrooke et Brome[7].

### Décembre
- 6 décembre : Edmund James Flynn est vainqueur de l'élection partielle de Gaspé[7].

## Naissances
- 8 janvier - Nicéphore Lessard (personnalité religieuse) († 13 décembre 1951)
- 20 janvier - Cyrille Baillargeon (hommes d'affaires et homme politique) († 16 avril 1963)
- 25 février - Joseph-Étienne Letellier de Saint-Just (homme politique) († 7 juillet 1939)
- 25 mars - Arthur Melanson (prêtre) († 23 octobre 1941)
- 24 avril - Rodolphe Girard (militaire) († 29 mars 1956)
- 28 juin - Pierre-Joseph-Arthur Cardin (homme politique) († 20 octobre 1946)
- 22 juin - Thibaudeau Rinfret (homme de loi) († 25 juillet 1962)
- 27 juillet - Jean-Baptiste Laviolette (joueur de hockey) († 10 janvier 1960)
- 7 août - Antonin Galipeault (homme politique) († 12 mai 1971)
- 8 octobre - Huntley Gordon (acteur)(† 7 décembre 1956)
- 18 octobre - Ludger Bastien (commerçant et homme politique) († 18 septembre 1948)
- 13 novembre - Adrien Beaudry (homme politique) († 5 octobre 1942)
- 25 novembre - Joseph-Arsène Bonnier (entrepreneur et homme politique) († 20 août 1962)
- 21 décembre - Émilie Bordeleau (institutrice) († 28 décembre 1946)
- 24 décembre - Émile Nelligan (poète) († 18 novembre 1941)

## Décès
- 4 janvier - Pierre-Alexis Tremblay (homme politique) (º 27 décembre 1827)
- 16 janvier - Octave Crémazie (écrivain et poète) (º 16 avril 1827)
- 4 avril - Jean-Baptiste Thibault (personnalité religieuse) (º 14 décembre 1810)
- 4 juin - Robert-Shore-Milnes Bouchette (militaire) (º 12 mars 1805)
- 12 juillet - Alexandre Archambault (avocat et homme politique) (º 7 juin 1829)

### Articles généraux
- Chronologie de l'histoire du Québec (1867 à 1899)
- L'année 1879 dans le monde
- 1879 au Canada

### Articles sur l'année 1879 au Québec
- Gouvernement Henri-Gustave Joly de Lotbinière`
- Gouvernement Joseph-Adolphe Chapleau
- Luc Letellier de Saint-Just